# 二苯基二硒醚
二苯基二硒醚是一种有机硒化合物，化学式 (C6H5)2Se2，简称Ph2Se2。这种橙色固体是苯硒酚的氧化产物。在有机合成中，它用来引入 PhSe基团。

## 制备和性质
Ph2Se2 可以由苯硒酚盐（含有 PhSe-的化合物）的氧化而成，后者则可以由格氏试剂和硒反应而成：
PhMgBr  +  Se  →  PhSeMgBr
2 PhSeMgBr  +  Br2  →  Ph2Se2  +  2 MgBr2
这种分子的对称性为 C2，这类似于过氧化氢。Se-Se 键长为 2.29 Å ，C-Se-Se-C 二面角为 82°，C-Se-Se 键角接近 110°。

## 反应
Ph2Se2 可以被还原：
Ph2Se2  +  2 Na  →  2 PhSeNa
PhSeNa 是一种有用的亲核试剂，可以对卤代烷烃、磺酸酯（甲磺酸酯或对甲苯磺酸酯）和环氧化物进行亲核取代反应。它在制备吗啡的例子中出现：
它也可以被氯化：
Ph2Se2  +  Cl2  →  2 PhSeCl
PhSeCl 是一种强大的亲电试剂，可以和各种亲电试剂反应，包括烯醇盐、烯醇硅醚、格氏试剂、有机锂化合物、烯烃和胺，并引入 PhSe基团。在以下反应中（马钱子酚的早期合成步骤），通过内酰胺烯醇盐与 PhSeCl 的反应中引入了 PhSe 基团。 这种反应可以把羰基化合物转化成对应的 α,β-不饱和化合物。
二苯基二硒醚本身也是弱亲电性的 PhSe基团来源，会和强亲核体，像是格氏试剂和锂试剂反应。PhSeCl 的反应性更强，效率也更高，因为使用 Ph2Se2 会浪费掉一半的硒。
Ph2Se2  +  Nu− →  PhSeNu  +  PhSe−
当 PhSeCl太强而二苯基二硒醚太弱时，N-苯基硒代邻苯二甲酰亚胺 (N-PSP) 也可以用来取代 PhSeCl。